# هیده‌کی تانیوچی
هیده‌کی تانیوچی (انگلیسی: Hideki Taniuchi؛ زادهٔ تاریخ ورودی نامعتبر است) آهنگساز اهل ژاپن است.